# Yvette Francoli
Yvette Francoli est une professeure et critique littéraire québécoise née en 1938.
Elle enseigne la littérature au Collège de Sherbrooke.

## Principales publications
- Un homme et son péché, Claude-Henri Grignon, 1894-1976, 1986
- Louis Dantin, 1865-1945, 2002
- Le Naufragé du vaisseau d'or, 2013

## Honneurs
- 1986 : Prix Gabrielle-Roy
- 2003 : Prix Jean Éthier-Blais
- 2014 : Prix Victor-Barbeau